# Eliud
Eliud – syn Achima i ojciec Eleazara, przodek Józefa, męża Maryi, matki Jezusa z Nazaretu.
Jego imię znaczy "Mój Bóg jest dostojeństwem", lub "Bóg dostojeństwa".